# 布朗縣 (堪薩斯州)
布朗县（英語：Brown County，簡稱BR）是位於美國堪薩斯州東北部的一個縣，北界內布拉斯加州。面積1,482平方公里。根據2000年美國人口普查，共有人口10,724人。縣治海華沙 (Hiawatha)。
成立於1855年8月25日，縣名紀念代表密西西比州的眾議員阿爾伯·G·布朗 (Albert G. Browne)。